# AspectJ
AspectJ（アスペクト ジェイ）は、Javaに対するアスペクト指向プログラミングのための拡張。
初期バージョンはパロアルト研究所で開発され、その後IBMのEclipseプロジェクトへ移管された。2005年1月から、AspectWerkzプロジェクトも合流した。